# Кісіоку Юдзі
Кісіоку Юдзі (яп. 岸奥 裕二, нар. 2 квітня 1954, Хоккайдо —) — японський футболіст, що грав на позиції захисника. Наразі порноактор.

## Клубна кар'єра
Грав за команду Ніппон Стіл.

## Виступи за збірну
Дебютував 1979 року в офіційних матчах у складі національної збірної Японії. У формі головної команди країни зіграв 10 матчів.

## Статистика
Статистика виступів у національній збірній.
| Збірна Японії | Збірна Японії | Збірна Японії |
| Роки          | Ігри          | голи          |
| ------------- | ------------- | ------------- |
| 1979          | 5             | 0             |
| 1980          | 5             | 2             |
| Усього        | 10            | 2             |